# ماكسيميليان مارتيرر
ماكسيميليان مارتيرر (بالألمانية: Maximilian Marterer) (مواليد 15 يونيو 1995 في نورنبرغ)، هو لاعب كرة مضرب ألماني بدأ مسيرته كمحترف سنة 2015 يلعب باليد اليسرى ويحتل حالياً المرتبة رقم. 70 (28 مايو 2018) في تصنيف رابطة محترفي كرة المضرب. أعلى تصنيف له في الفردي كان المركز الـ 67 في سنة 2018. أعلى تصنيف له في الزوجي كان المركز الـ 298 في سنة 2015.

## مسيرته الرياضية
خلال منافساته في بطولات الناشئين وصل لنهائي بطولة أستراليا المفتوحة للتنس في منافسات زوجي الرجال وخسر في النهائي أخيراً. فاز في بداية مشواره الرياضي الاحترافي في بطولة مكناس في المغرب سنة 2016، في 16 أكتوبر 2017 دخل لأول مرة تصنيف ال100 الكبار عالمياً في التنس.

## نهائيات الجراند سلام (ناشئين)

### زوجي: 1 (1 وصيف)
| النتيجة | السنة | البطولة           | السطح | الشريك      | الخصوم                    | العلامة       |
| ------- | ----- | ----------------- | ----- | ----------- | ------------------------- | ------------- |
| Loss    | 2013  | أستراليا المفتوحة | صلب   | لوكاس ميدلر | برادلي موسلي جاي أندريجيك | 3–6, 6–7(3–7) |

## روابط خارجية
- ماكسيميليان مارتيرر على موقع رابطة محترفي التنس (الإنجليزية)
- ماكسيميليان مارتيرر على موقع الاتحاد الدولي لكرة المضرب (الإنجليزية)
- ماكسيميليان مارتيرر على موقع كأس ديفيز (الإنجليزية)
- ماكسيميليان مارتيرر على موقع خلاصة التنس.كوم (الإنجليزية)
- ماكسيميليان مارتيرر على موقع إي إس بي إن.كوم (الإنجليزية)
- ماكسيميليان مارتيرر على موقع اللجنة الأولمبية الدولية (الإنجليزية)
- ماكسيميليان مارتيرر على موقع اللجنة الأولمبية الألمانية (الألمانية)